# Fahad Awadh
Fahad Awadh (arabul: فهد عوض; Kuvaitváros, 1985. február 26. –) kuvaiti labdarúgó, 13 évig az élvonalbeli Al Kuwait hátvédje.

## Pályafutása

### Klubcsapatban
2004 és 2017 között a Al Kuwait csapatában játszott. 251 mérkőzésen 11 gólt szerzett, egy bajnoki címet, hat kupagyőzelmet és három AFC-kupát nyert.

### A válogatottban
2005 és 2015 között 102 alkalommal játszott a kuvaiti válogatottban, és három gólt szerzett. Részt vett két Ázsia-kupán és a 2006-os ázsiai játékokon.

## Kapcsolódó szócikekk
- Legalább százszoros válogatott labdarúgók listája